# Ayes
Ayes est un village de la province de Huesca, situé à deux kilomètres au sud-est de la ville de Sabiñánigo, à proximité de Rapún. Il est aujourd'hui inhabité. Il s'y trouve un ermitage dédié à sainte Agathe de Catane, dont une partie de la structure est d'époque romane.